# Gyrandra pauciflora
Gyrandra pauciflora là một loài thực vật có hoa trong họ Long đởm. Loài này được (M.Martens & Galeotti) G.Mans. mô tả khoa học đầu tiên năm 2004.